# Neit
Neit (iz grškega kojne Νηΐθ, Neith, izposojeno iz demotske oblike staroegipčanskega nt, ki se je izvirno verjetno pisal nrt, "ona je strašna", koptsko ⲛⲏⲓⲧ), tudi Nit ali Net, je bila zgodnja egipčanska boginja. Bila naj bi prva in prva ustvarjalka, ki je ustvarila vesolje in vse, kar je v njem, in odločala, kako naj deluje. Bila je boginja vesolja, usode, modrosti, vode, rek, mater, poroda, lova, tkanja in vojne.
Neit je bila božanska zaščitnica Saisa, središča njenega kulta v zahodnem delu delte Nila v Spodnjem Egiptu. Izpričana je že v Prvi dinastiji. Neith je bila tudi eno od treh skrbniških božanstev mesta Latopolis (koine grško Λατόπολις) ali Esna (Snē). Latopolis se je nahajal na zahodnem bregu Nila približno 55 kilometrov južno od Luksorja (Tebe).

## Simbolika
Neit je veliko bolj kompleksna boginja, kot je splošno znano, saj starodavna besedila samo namigujejo na njeno pravo naravo. V njih se uporabljali evfemizmi in aluzije ter pogosto samo simboli. V običajnih egipčanskih predstavah je prikazana kot hudo božanstvo, ženska z rdečo krono, ki občasno drži ali uporablja lok in puščico, v drugih pa harpuno. Neit je najpogosteje prikazana kot boginja vojne in lova s puščicama, prekrižanima preko ščita. Med njene simbole spada tudi mesto Sais, prikazano nad njeno glavo. Kot boginja vojne naj bi izdelovala orožje za svoje vojake in varovala trupla bojevnikov po njihovi smrti.
Kot božanstvo je običajno upodobljena z žezlom kot simbolom oblasti in moči in ankom kot simbolom življenja. Imenovali so jo Nebeška krava, boginja neba, podobna Nut, Velika poplava in Mehetveret, kot krava, ki vsak dan rojeva sonce. V teh oblikah je bila povezana tako z ustvarjanjem pračasa kot z vsakodnevnim ponovnim ustvarjanjem. Kot zaščitnica kraljeve hiše je bila predstavljena kot ureus in delovala z ognjevitim besom sonca. Sčasoma je to pripeljalo do tega, da so jo obravnavali kot poosebljenje prvobitnih voda stvarstva. V tej vlogi ustvarjalke je bila prepoznana kot velika boginja mati. Bila je poosebljenje prvinskih voda, sposobno rojevati (ustvarjati) partenogenetsko.
Kasneje so Egipčani po več stoletnem razvoju kulture začeli svoja božanstva združevati v pare moškega in ženske. Neit so združili s Pta-Nunom.
Njena prva človeku podobna upodobitev je iz zgodnjega dinastičnega obdobja. Upodobljena je na vazi iz diorita faraona Ninečerja iz Druge dinastije (2900 pr. n. št. - 2686 pr. n. št.). Vazo so našli v Sakari v Stopničasti piramidi faraona Džoserja (vladal okoli 2670 pr. n. št.) iz Tretje dinastije. Da je v zgodnjih dinastičnih obdobjih prevladovalo njeno čaščenje, dokazuje prevlada teoforičnih imen (osebna imena, ki vključujejo ime božanstva), znotraj katerih se kot element pojavlja njeno ime. Prevlado Neitinega imena v skoraj štiridesetih odstotkih zgodnjih dinastičnih imen, zlasti v imenih štirih kraljevskih žensk iz Prve dinastije, jasno poudarja pomen te boginje v odnosu do zgodnje egipčanske družbe, s posebnim poudarkom na povezanosti z vladarsko hišo.
V zelo zgodnjih obdobjih egipčanske zgodovine se zdi, da so bile glavne ikonografske predstavitve te boginje omejene na njene lovske in vojne značilnosti, čeprav ni nobene mitološke omembe, ki bi podprla koncept, da sta to bili njeni primarni funkciji. Domneva se, da bi Neitine lovske in vojne značilnosti lahko kazale na njen izvor iz Libije, ki se nahaja zahodno in jugozahodno od Egipta. Neit bi lahko bila boginja tamkajšnjih bojevitih ljudstev.
Teoretiziralo se je tudi, da je Neitino primarno kultno točko v Starem kraljestvu ustanovil Hor-Aha iz Prve dinastije (31. stoletje pr. n. št.) v Saisu (sodobni Sa el-Hagar), da bi kot vladar združenih kraljestev pomiril prebivalce Spodnjega Egipta. Besedilni in ikonografski dokazi kažejo, da je bila Neit nacionalna boginja Starega kraljestva s svojim svetiščem v Memfisu, kar kaže na visoko Hor-Ahovo spoštovanje do nje. Tam je bila znana kot "severno od njenega zidu" kot nasprotje Ptahovemu epitetu "južno od njegovega zidu". Čeprav se Neit na splošno šteje za božanstvo Spodnjega Egipta, njeno čaščenje ni bilo omejeno izključno na območje Nilove delte. Njen kult je dosegel svoj vrhunec v Starem kraljestvu v Saisu in očitno tudi v Memfisu ter ostal pomemben, čeprav v manjši meri, skozi celo Srednje in Novo kraljestvo. Njen kult je ponovno pridobil pomen v času Šestindvajsete dinastije, ko je ponovno cvetelo njeno čaščenje v Saisu, pa tudi v Esni v Gornjem Egiptu.
Neitin simbol in del njenega hieroglifa sta podobna statvam, zato je v poznejši sinkretizaciji egipčanskih mitov s strani grškega vladajočega razreda tistega časa postala tudi boginja tkanja. V tem času se je njena vloga ustvarjalke združila z vlogo grške Atene, ki je na svojih statvah stkala vse, kar je na svetu.
Neit je bila včasih predstavljena kot ženska, ki doji krokodiljega mladiča, zato so jo imenovali tudi "dojilja krokodilov". Predstavitev odraža mitologijo južnih provinc Gornjega Egipta, kjer je bila bodisi mati boga krokodila Sobeka bodisi njegova soproga. Kot Rajevo mater Mehetveret so jo včasih imenovali "Velika krava, ki je rodila Raja". Kot materinska figura je bila že v piramidnih besedilih razen z Rajem povezana tudi s Sobekom kot sinom. V kasnejših združevanjih božanstev v pare ni imela stalnega partnerja in je pogosto upodobljena sama. Kasnejša združevanja v triade imajo zelo malo ali nobene podpore v religiji in mitologiji in kažejo, da so jih ustvarili politični in/ali regionalni interesi.
Nekateri sodobni pisci trdijo, da bi jo lahko razlagali kot 'androgeno', saj je bila sposobna roditi brez partnerja (aseksualno). Njeno ime se je pisalo izključno v ženski obliki, njeh izvor pa sega globoko v prazgodovinska obdobja, ko so bila ženska božanstva kot edini ustvarjalci (s partenogenezo) precej pogosta v človeških kulturah, celo v neolitiku. Boginjo je zato treba obravnavati v tej vlogi brez poseganja po drugih razlagah in brez kasnejših prilagajanj. Veljala je za najstarejše od staroegipčansko božanstvo. Rojena naj bi bila prva in v času, ko še ni bilo rojstva.
V piramidnih besedilih je Neit omenjena v paru z boginjo Serket, s katero podpirata nebesa. Združitev je povezana z mitom Prepiri Hora in Seta, v katerem jo kot najstarejše božanstvo prosijo, naj odloči, kdo naj vlada. Neit se odloči za Hora rekoč, da se bo "nebo zrušilo na zemljo, če ne bo izbran".

## Atributi
Analiza Neitinih atributov je pokazala, da je bila boginja z mnogo vlogami. Od preddinastičnega in zgodnjega dinastičnega bdobja so jo omenjali kot "odpiralko poti" (wp w3.wt), kar se morda ni nanašalo samo na njeno vodilno vlogo v lovu in vojni, ampak tudi na njeno vlogo spremljevalke duš v kozmičnem in podzemnem svetu. Iz naslovov njenih svečenic je razvidno, da so jo za odpiralko poti imeli od Četrte so Šeste dinastije (2613 pr. n. št.-2181 pr. n. št.). Svečenice so se naslavljale "svečenice Neit, ki odpira poti", "svečenice Neit, ki odpira dobre poti" in "svečenice Neit, ki odpira poti v vse svoje palače". El-Sayed je prepričan, da je treba Neit obravnavati kot vzporednico Vepvavetu, starodavnemu bogu-šakalu iz Gornjega Egipta, ki je bil povezan s kraljevsko družino v zmagi in bil psihopomp (vodnik duš) za mrtve.
Neit so v nasprotju z boginjama Nut in Hator, ki sta predstavljali nočno in dnevno nebo, imeli za boginjo nevidnega in brezmejnega neba. Njen epitet "odpiralka sončevih poti na vseh njegovih postajah" se nanaša na to, da je sonce, ki se zaradi sezonskih sprememb ponovno rojeva na različnih točkah neba, pod Neitinim nadzorom, ker obvladuje tudi tisto onstran vidnega sveta.
Neit je včasih upodobljena kot boginja krava z nizom zvezd preko hrbta in ne preko trebuha kot boginja Nut. To naj bi kazalo, da Neit predstavlja celoten ekliptični krog okoli neba.
Ker je bila Neit tudi boginja vojne, je imela kot taka asociacijo na smrt. V tej funkciji je izstrelila svoje puščice v sovražnike mrtvih, zato so začeli nanjo gledati kot na zaščitnico mrtvih, ki se pogosto pojavlja kot kača ureus in odganja vsiljivce in tiste, ki bi škodovali pokojniku. V tej obliki je predstavljena v Tutankamonovem grobu. Prikazana je tudi kot zaščitnica enega od štirih Horovih sinov, natančneje Duamutefa, pobóženega kanopskega vrča, v katerega so shranili želodec. Želodec so pogosto napačno enačili s trebuhom. ki je najbolj ranljiv del telesa in glavna tarča med bitko.

## Mitologija
V nekaterih staroegipčanskih mitih o stvaritvi je imela Neit vlogo matere Raja in Apepa. Ko so jo prepoznali kot boginjo vode, so jo obravnavali kot mater krokodila Sobeka. Zaradi povezave z vodo, se pravi z Nilom, je med združevanjem božanstev v pare veljala za Hnumovo ženo in bila včasih povezana z izvirom Nila. Povezovali so jo tudi z nilskim ostrižem in jo šteli za boginjo triade.
Kot boginja ustvarjanja in tkanja naj bi vsak dan na svojih statvah stkala svet. Na notranjem zidu templja v Esni je poročilo o stvaritvi, v katerem Neit iz prvinskih voda rodi prvo kopno – Nun. Ustvarilo se je vse, kar si je zamislila, vključno z vsemi tridesetimi božanstvi. Ker ni imela moža, so jo opisovali kot "deviška mati boginja":
"Edinstvena boginja, skrivnostna in velika, ki je nastala na začetku in povzročila, da je nastalo vse. . . božanska mati Ra, ki sije na obzorju ..."
Grški filozof in matematik Prokl (412–485 n. št.) je zapisal, da je bil na aditonu Neitinega templja v Saisu, od katerega ni ostalo nič, naslednji napis:
"Jaz sem stvari, ki so, ki bodo in ki so bile. Nihče še nikoli ni odstrl oblačila, pod katerim sem prikrita. Sad, ki sem ga rodila, je bilo sonce."
Rečeno je bilo, da je Neit posredovala v vojni med Horom in Setom za egipčanski prestol in priporočila vladavino Hora.
Neit v čast se je vsako leto priredilo veliko praznovanje, imenovano Praznik svetilk. Po pisanju grškega zgodovinarja Herodota so njeni privrženci med praznovanjem vso noč na prostem prižgali množico luči.

## Sinkretični odnosi
Grški zgodovinar Herodot (okoli 484–425 pr. n. št.) je opazil, da so Egipčani v Saisu častili Neit. Grki so skušali oblikovati sinkretične odnose, da bi egipčanska božanstva povezali s svojimi v Grčiji. Neit so izenačili z boginjo Ateno. Enačenje z Ateno se odraža v Platonovem dialogu Timaj in je bilo verjetno rezultat povezav obeh boginj z vojno in tkanjem.
Angleški egiptolog E. A. Wallis Budge je trdil, da so na krščansko svetopisemsko poročilo o begu v Egipt, kot je zapisano v apokrifnih evangelijih, neposredno vplivale zgodbe o Izidi in Horu. Budge je trdil tudi to, da so pisci teh evangelijev Jezusovi materi Mariji pripisali številne posebnosti, za katere je v času vzpona krščanstva veljalo, da pripadajo tako Izidi kot Neit, na primer koncept partenogeneze, ki ga delita Neit in Marija.

## Opombi
1. ↑  V nekaterih različicah mita o Horu in Setu Neit zapelje Seta in zdravi Hora, potem ko mu je Set iztaknil oči. Kasneje mu da za ženo semitski boginji Anat in Astarto.
2. ↑  Apep naj bi zaradi svojega kačjega videza izviral iz Rajeve popkovnice.